# Mejaši (Split)
Mejaši su kvart u istočnome dijelu Splita, smješten istočno od gradskih kotara Pujanka i Visoke te sjeverno do gradskog kotara Sirobuje.
Mejaši su relativno mlad kvart (s ostatkom grada zgradama su spojeni 2000-ih, a većina kuća privatne su kuće sagrađene poslije 1970-ih), sa sve više i više novih stambenih zgrada. Kroz kotar prolazi jedna od najdužih ulica u gradu, 'Vukovarska ulica', što pospješuje brz dolazak do središta grada.
U samom središtu kotara je i istoimena škola, a stotinjak metara sjeverno je i novoizgrađena župa sv. Spasa.
Iako su donedavno Mejaši bili sinonim za komunalnu neopremljenost i zapuštenost, danas su prepoznati kao perspektivno područje zanimljivo brojnim investitorima. U kotaru je također i gradsko groblje Lovrinac.
U posljednjih par godina Mejaši su se razvili, gotovo kao grad za sebe, uz popratne sadržaje, ljekarnu, dječje parkove i igrališta, a prije 4 godine izgrađena je i školska dvorana u sklopu osnovne škole.
Na samom rubu nalazi se veliki trgovački centar City Center One Split koji zapošljava ljude s Mejaša, ali i iz drugih gradskih kotareva, pa i iz okolnih gradova. 

## Povijest
U vrijeme Austro-Ugarske kvart, tada naselje se zvalo Kila, a gornji dio (danas Bilice i Dračevac) Ruile.
U razdoblju 2009. – 2019. naselje je dobilo Vukovarsku ulicu, dva trgovačka centra i POS-ovu Kilu.

## U sastavu
U sastavu gradskog kotara Mejaši osim Mejaša nalazi se Smokovik, Vrboran, Dragovode, Mostine, Brnik, Dračevac, Bilice, Lovrinac, Kila i Karepovac. To je ujedno i najveći gradski kotar u Splitu.  
Gradski podkotar Dragovode se nalaze između Vukovarske ulice, Lovrinačke, Zbora narodne garde i Kralja Stjepana Držislava; Lovrinac se nalazi između Lovrinačke, Vukovarske i Stjepana Držislava do Brničke, odnosno cijelo groblje Lovrinac; granice Brnika nisu točno određene, pa se zasad zna da se podkotar nalazi u blizini CCO-a Split. 
Dračevac je istočno predgrađe Splita i relativno je novo naselje. Ime je dobio po biljci drača. I u prošlosti je po svemu sudeći područje Dračevca bilo naseljeno, posebice u rimsko doba kada je ovo bio dio salonitanskog agera s brojnim gospodarsko-ladanjskim objektima i parceliziranim vrijednim poljoprivrednim zemljištem. Povoljni prirodni uvjeti, blizina ušća većih vodotoka rijeka Jadro i Žrnovnica i plodno zemljište na nepropusnoj flišnoj podlozi, pružali su mogućnost za naseljavanje ovog prostora još od prapovijesti. Unutar naselja pronađeni su ostaci rimskih gospodarsko-ladanjskih objekata - rustičkih vila kao i povijesno vrijedni grobovi te razni ostaci arhitekture. One su zasada registrirane na osnovu ekognisciranja i slučajnih nalaza, bez provedenih arheoloških istraživanja. U okviru predgrađa Dračevac na području bivše vojarne izgrađen je Tehnološki park Split - Dračevac (TPS) koji je osnovni potencijal razvoja istočnog dijela grada i općenito jedan od najznačajnijih projekata grada Splita.

## Prometna povezanost
Kao što je gore navedeno kroz samo središte kotara prolazi Vukovarska ulica, koja se planira izgraditi skroz do izlaza iz Splita, spaja ovaj kotar sa samim centrom Splita, pa i s trajektnom lukom, te željezničkim i autobusnim kolodvorom.
Gradskim autobusima broj 3, 6 i 18 moguće je izravno doći do ostalih dijelova grada, na zapadnome rubu kotara nalazi se tzv. Splitska zaobilaznica koja se spaja s autocestom A1 u Dugopolju.

## Vanjske poveznice
- Arhivirana inačica izvorne stranice od 13. ožujka 2012. (Wayback Machine)